# 查洛斯海茨 (蒙大拿州)
查洛斯海茨（英語：Charlos Heights）是位於美國蒙大拿州拉瓦利縣的普查規定居民點。

## 人口
根據2020年美國人口普查的數據，查洛斯海茨的面積為3.13平方千米，當中陸地面積為3.07平方千米，而水域面積為0.06平方千米。當地共有人口135人，而人口密度為每平方千米43.13人。